# ナオミとカナコ
『ナオミとカナコ』は、奥田英朗の小説。幻冬舎が発行する月刊PR小説誌『ポンツーン』にて2012年11月号から2014年7月号まで連載され、2014年11月12日に幻冬舎から単行本が刊行された。
2016年1月14日からフジテレビでテレビドラマ化された。

## 書籍情報
- 単行本：幻冬舎、2014年11月12日、ISBN 9784344026728
- 文庫本：幻冬舎文庫、2017年4月11日、ISBN 9784344425897

## テレビドラマ
2016年1月14日から3月17日まで毎週木曜日22:00 - 22:54に、フジテレビ系の「木曜劇場」枠で放送された。
主人公のナオミとカナコを演じる広末涼子と内田有紀は本作が初共演となる。
“質の高いドラマ”を表彰する第3回コンフィデンスアワード・ドラマ賞で佐藤隆太が助演男優賞を受賞。広末も主演女優賞にノミネートされたが、受賞はならなかった。

### あらすじ（テレビドラマ）
主人公の小田直美（広末涼子）はデパート外商部のキャリアウーマン。大学時代からの親友である服部加奈子（内田有紀）は専業主婦として表向きは幸せな結婚生活を送っているものの、実は夫の達郎（佐藤隆太）からのDVに悩んでいた。別れるよう促しても復讐を恐れて我慢し続け、追い込まれていく加奈子を見た直美の脳裏には、葵百貨店の商談会で知り合った中国人女社長・李朱美（高畑淳子）の言葉と、中華街で見かけた達郎そっくりの不法滞在者の林竜輝（佐藤隆太の2役）の姿がよぎる。そして「いっそ2人で殺そうか、あんたの旦那」と、直美は達郎の“排除”と、殺しても捕まらない完全犯罪計画を加奈子に提案する。最初は受け入れられず、なんとか達郎に暴力をやめてもらおうとしていたが、「もうしない」という約束はすぐに反故にされ、命の危険すら感じた加奈子は直美の言った通りにするしかないのだと思い知る。そして2人は計画を実行する。
計画は事前に直美が達郎に顧客で認知症である斎藤順子（富司純子）を紹介しておき、彼女のネットバンキングで加奈子の口座に1000万円を送金した後、2人で達郎を殺害。その後、林竜輝にカードを使って金を引き出させ、達郎のパスポートを使って中国へ渡ってもらい、達郎が顧客の金を横領して中国へ逃亡したように見せかけるというものだった。失踪直前に達郎から昇進の知らせを聞かされていた達郎の姉である陽子（吉田羊）は真っ先に疑いを抱いて反発し、銀行からも調査が入ってATMの防犯カメラが調べられ、斎藤順子への聞き取りも実施されるが、カメラに映った林竜輝の姿は達郎にしか見えず、送金がされた時に斎藤家に達郎がいたことも証言されたことで、事件を公にしたくない銀行により、達郎の犯行であると結論づけられて調査は終了する。計画はうまくいったかに思われたが、陽子は達郎の同僚で同じく失踪に疑いを持つ山本（近藤公園）から情報を得たり、探偵の三枝（前川泰之）を雇って調査を続け、ATMだけでなく加奈子のマンションの防犯カメラにも執着を示す。そして同時期、決して戻ってきてはいけないという言いつけに背き、加奈子への恋心から林竜輝が再び来日してしまったことで2人の計画は崩れ始める。
陽子達に見つからないうちに林竜輝にはいなくなってもらわなければと必死になる直美と、密かに林竜輝と連絡を取り合ってしまう加奈子。加奈子の裏切りで2人の仲は一時決裂するが、加奈子の妊娠が発覚し、直美は加奈子とお腹の子を護らなければと再び行動を共にすることを決意する。しかしついに林竜輝と対面した陽子や三枝の調査により2人の犯罪計画は露呈。加奈子は刑事の鍋島（モロ師岡）に連行されてしまい、追い詰められた直美は李朱美に全てを話す。2人はいまや自分の妹同然であると感じている朱美の手引きで加奈子は釈放され、上海行きのチケットを手にした2人だったが、警察と陽子も空港へと向かっていた。そしてなんとか搭乗手続きを済ませた2人の元へ、警察が雪崩れ込んでいくところで物語は終了する。

### キャスト

#### 主要人物
小田 直美
演 - 広末涼子（幼少時代：吉岡千波）
葵百貨店外商部第2課勤務。加奈子とは大学時代の同級生であり親友。新潟県出身。キュレーターの資格を持っており、葵美術館への異動希望を出しているが、受け入れてもらえない。
直美自身が日常的に母親が父親からDVを受けていた家庭で育ち、DVに関しては人一倍許せない気持ちとトラウマを抱えているため、親友の加奈子が達郎からDVを受けていることを知るといてもたってもいられず、加奈子を救うために殺害を計画する。
一人暮らしだが、海外旅行中の顧客から預かったダイスケという名前のゴールデンレトリバー犬の世話をしている。
服部 加奈子
演 - 内田有紀
専業主婦。直美とは大学時代の同級生であり親友。石川県出身。「リバーサイドレジデンス二子玉川」901号室に住んでいる。
夫の達郎からDVを受け悩んでおり、直美と結託して夫の殺害計画を実行に移す。
夫に瓜二つの林の優しさに触れ、次第に彼に惹かれていく。
達郎を葬った後に、直美のつてで李商会に就職。しばらくしてお腹の中には、死んだ達郎との間の子供が宿っていることが発覚した。
林、および李商会の人間には旧姓の「白井」を名乗る。
服部 達郎
演 - 佐藤隆太（2役）
加奈子の夫。有名な大学の出身でことぶき銀行新宿支店個人営業部課長代理として勤務しているエリート社員。加奈子とは合コンで知り合った。
普段は真面目で人当たりの良い好青年だが、気に入らないことがあると逆上して、妻の加奈子に暴力を振るう暴力的な本性を持っている。実は過去に付き合っていた女性にも、同じように暴力を振るっていた。その反面、仕事の責任や上司からのプレッシャーに押しつぶされそうになって弱気になる等、本質は臆病な小心者。
本店の法人営業部1課の課長に昇進間近だったが、直美と加奈子によって首を絞められて殺害され、遺体は山奥に遺棄される。
服部 陽子
演 - 吉田羊
達郎の実姉で加奈子の義姉（小姑）。結婚歴なしの負け犬で独身のキャリアウーマンのお局。大手不動産会社「東央不動産レジデンシャル」企画開発部課長。
達郎が殺害される前に彼女宛に「殺されるかも」と言う通話の内容(達郎自身は法人営業部1課の課長に昇進によるプレッシャーに押し潰されてしまうと言う意味で言ったつもりだったが、陽子は達郎の命が狙われていると誤解した為)に達郎の失踪に真っ先に疑問を持ち、真相を暴くために興信所に依頼したり、直美の家に盗聴器を仕掛けるなどの強行手段に出る等、執念深い性格。
達郎を通して知り合った当初は直美の優秀さに好感をもち、葵百貨店との共同プロジェクトを進めるなどしていたが、直美と加奈子が達郎の失踪に大きく関わっているとわかると敵意を剥きだしにするようになる。
達郎のDVについては達郎の過去の交際相手から襲われるまで気づいていなかった。
李 朱美
演 - 高畑淳子
池袋で中国食品の輸入会社・李商会を経営している。上海出身。語尾に「…ノコトデスヨ」がつく、独特な片言の日本語を喋る。
葵百貨店の商談会で200万の腕時計を盗み、返却を求めて店までやってきた直美と対立する。最初は開き直りの態度を見せていたが、一歩も引かない日本人らしからぬ強気な態度の直美を気に入り、以後は直美の顧客となり、直美と加奈子の良き理解者となる。
見た目も言動もインパクトがあり、直美から知り合いがDVに苦しんでいると相談された際には「（DV夫なんて）殺しなさい」と平然と言ってのけ、この言葉が直美が達郎殺害計画を思いつくきっかけにもなった。
偏屈な性格だが根は優しく、陽子が達郎の失踪について問いただしに来た際は「不法侵入で警察呼ぶぞ」と追い返したり、計画を打ち明けてきた直美と加奈子が自分の親友がいる上海に逃げられるように手配するなど、彼女達を守ろうと奮闘した。
林 竜輝
演 - 佐藤隆太（2役）
達郎と瓜二つの中国人。中国に残してきた病気の母親への金を作るために密入国した不法滞在者のため、パスポートを持っていない。あまり詳しい事情は知らされないまま直美と加奈子の達郎への殺害計画に利用されるが、中国へ帰還させてもらうため、左利きでありながら右利きの達郎になりきるために懸命に右手でサインの練習をするなど真面目な一面を見せる。また、臆病な癖に攻撃的な達郎とは正反対に、とても穏やかで優しい性格の青年である。
一旦は直美らの手引きで上海へ渡ったが、惚れた加奈子にもう一度会うために、パスポートを取得した上で再来日した。

#### 葵百貨店
内藤 伸吾
演 - 宮川一朗太
葵百貨店外商部・課長。直美の直属の上司。
浅井 信之
演 - 山路和弘
葵百貨店外商部・部長。
手塚 快晴
演 - 犬飼貴丈
葵百貨店外商部・新入社員。直美の仕事を引き継ぐが、朱美には「ゆとり」とあしらわれる。
青木 亮一
演 - 湯田宗登（第1 - 4話）
葵百貨店外商部社員。

#### ことぶき銀行
山本 芳樹
演 - 近藤公園（第4 - 9話）
達郎の同僚。自らも達郎と同じタイミングで本店の法人営業部2課への昇進が決まっており、達郎と栄転を喜び合っていたところだったため、陽子と同じく達郎の失踪に不審を抱き、陽子の調査に協力する。
森崎
演 - 谷川昭一朗（第4 - 6話）
ことぶき銀行新宿支店長。達郎や山本の上司。達郎の失踪に関して詳しく事情を聞きに来る。
西尾 隆
演 - 隈部洋平（第6話）
ことぶき銀行の行員。山本と森崎とともに達郎の実家を訪れ、銀行による調査結果を知らせる。

#### その他
斎藤 順子
演 - 富司純子
葵百貨店外商部の顧客。7年前に夫を亡くし、一軒家で一人暮らしをしている。娘は夫についてシンガポール、息子は病院の経営が忙しく実家を訪れる様子は無い。
認知症を患っており、夫の生死すらもあやふやだが本人に自覚は無い。担当者の直美に全幅の信頼を寄せており、パソコン操作やお金の振込も直美任せにするため、達郎殺害計画に利用される。
小田 聡子
演 - 藤吉久美子（第1,6話）
直美の母。夫に暴力を受けていたが、彼が死んでからはフラダンスを始めたり、お酒を飲み始めるなど人生を謳歌している。
坂下
演 - ト字たかお（第4 - 9話）
加奈子の住むマンション「リバーサイドレジデンス二子玉川」の管理人。
服部 恵津子
演 - 田島令子（第5 - 7話）
達郎と陽子の母。達郎の失踪が信じられず、加奈子を責める。
三枝
演 - 前川泰之（第7 - 10話）
失踪した達郎の行方を追うため、陽子が雇った朝比奈探偵事務所の探偵。直美と加奈子が事件の共犯者であることをつきとめる。
鍋島 徹
演 - モロ師岡（第9 - 10話）
警部。直美と加奈子の両名を逮捕することに執念を燃やす。任意同行した加奈子を容赦なく恫喝する。

#### ゲスト

##### 第1話
陳 秀英（ちん しゅうえい）
演 - 村井國夫
日文ホールディングス取締代表会長で華僑の有力者。李朱美やその他大勢の中国人を連れて葵百貨店の商談会を訪れる。
山根 清三
演 - ルー大柴
山根建設社長。直美の顧客。旅行をするからと飼い犬のダイスケを直美にあずける。
山根 美子
演 - 清水よし子
清三の妻。
篠田 弘美
演 - 徳永えり（幼少時代：新井美羽）
直美の妹。直美と同じく父親のDVに悩まされていたが、現在は結婚している。
小田 征夫
演 - 手塚とおる
直美の父。妻に暴力をふるっていた。半年前に亡くなっている。

##### 第2話
橘 恵美
演 - 最所美咲
加奈子と同じマンションの住人。2人目不妊に悩んで通っていた「自由が丘産婦人科クリニック」で加奈子に出くわす。
橘 真也
演 - いけだしん
恵美の夫。橘製薬の二代目。
橘 翔太
演 - 田野井健
真也と恵美の息子。
医師
演 - 国枝量平（第7,9話）
「自由が丘産婦人科クリニック」の産婦人科医師。加奈子を担当する。
看護婦
演 - 小松春佳
「自由が丘産婦人科クリニック」の看護師。

##### 第3話
女性
演 - 光浦靖子
道の駅「山北」の店員。しいたけを焼いて販売している。

##### 第4話
黛
演 - 斉木しげる
京都にアトリエをかまえている画家。直美と陽子が進めていた共同プロジェクト：ハイグレードマンションシリーズの監修を依頼される。

##### 第6話
服部 修一郎
演 - 浜田晃
達郎と陽子の父。

##### 第8話
店主
演 - 深沢敦
中華店「幸楽」の店主。李社長に頭が上がらず、林竜輝の行方について話す。

##### 第9話
井上
演 - 浅見紘至（第10話）
鍋島とパートナーを組んでいる刑事。
津村 麻子
演 - 幸田尚子
達郎の元同僚で元恋人。加奈子と同じように達郎に暴力を受けた過去があり、達郎の昇進を聞いて恨みの気持ちが高まり、陽子を襲う。

##### 第10話
周
演 - 中村靖日
弁護士。李社長に雇われ、任意同行で連れていかれた加奈子の釈放をはたらきかける。

### スタッフ
- 原作 - 奥田英朗『ナオミとカナコ』（幻冬舎刊）
- 脚本 - 浜田秀哉
- 音楽 - ガブリエル・ロベルト
- 演出 - 金井紘、葉山浩樹、品田俊介
- 主題歌 - EXILE ATSUSHI + AI「No more」（rhythm zone）
- 技術プロデュース - 友部節子
- 撮影 - 大鋸恵太
- 照明 - 鈴木敏雄
- VE/カラリスト - 阿部友幸
- 録音 - 池谷鉄兵
- 編集 - 岸野由佳子
- ライン編集 - 杉山英希
- MIX - 市村聡雄
- MA - 本田彩音
- 音楽プロデュース - 茂木英興
- 選曲 - 泉清二
- 音響効果 - 岩尾亮太
- 美術プロデュース - 宮﨑かおる
- VFX - 菅原悦史
- 広報 - 佐藤未郷
- 中国語指導 - 周来友
- プロデュース - 長部聡介、大木綾子
- 制作 - フジテレビドラマ制作センター

### 放送日程
| 各話                                                          | 放送日  | サブタイトル                                              | 演出     | 視聴率 |
| ------------------------------------------------------------- | ------- | --------------------------------------------------------- | -------- | ------ |
| 第1話                                                         | 1月14日 | いっそ二人で殺そうか、あんたの旦那…女達の完全犯罪が始動   | 金井紘   | 7.9%   |
| 第2話                                                         | 1月21日 | わたし、見つけたよ。あんたの旦那を殺しても捕まらない方法… | 金井紘   | 7.7%   |
| 第3話                                                         | 1月28日 | これって運命だね…今動き出す完全犯罪                       | 葉山浩樹 | 8.7%   |
| 第4話                                                         | 2月04日 | 私たち今日から親友で共犯者…                               | 葉山浩樹 | 7.6%   |
| 第5話                                                         | 2月11日 | 夫殺したこと驚くほど後悔してない                          | 金井紘   | 7.4%   |
| 第6話                                                         | 2月18日 | お義姉さん、何かに気づいてる                              | 品田俊介 | 8.0%   |
| 第7話                                                         | 2月25日 | どうして警察が…だまされた女                               | 葉山浩樹 | 6.9%   |
| 第8話                                                         | 3月03日 | 私がバカだった…あなたとの共犯関係はもう終わりよ           | 金井紘   | 7.3%   |
| 第9話                                                         | 3月10日 | あなたが死ねば、都合がいいの                              | 葉山浩樹 | 7.1%   |
| 最終話                                                        | 3月17日 | 後悔してない!!絶対逃げ切るよ                              | 金井紘   | 6.8%   |
| 平均視聴率 7.5%（視聴率はビデオリサーチ調べ、関東地区・世帯） |         |                                                           |          |        |